# Теучитланська традиція

Локалізація Теучитланської традиції в західній Мексиці

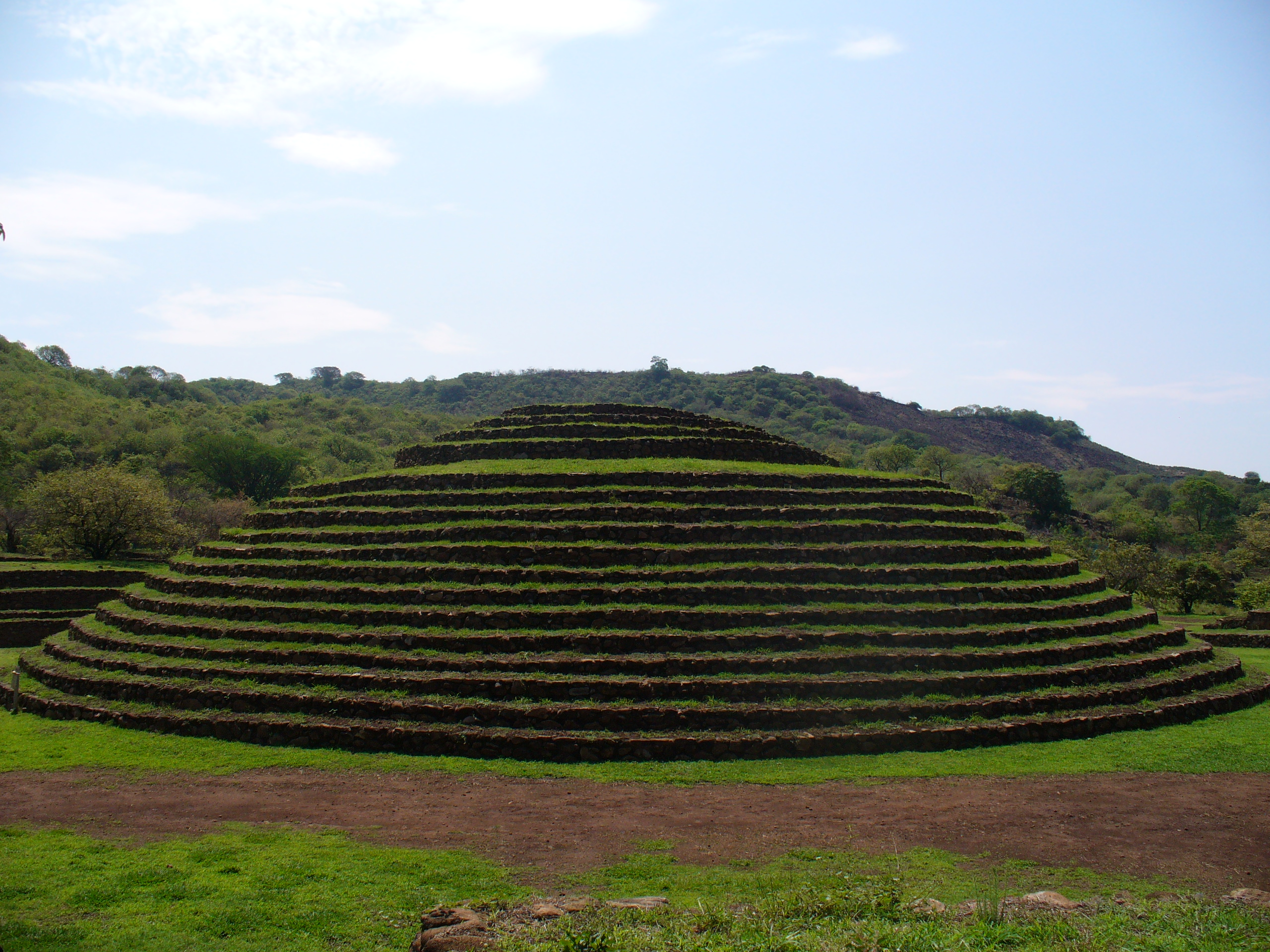
Ступінчаста піраміда в Гуачімонтонес

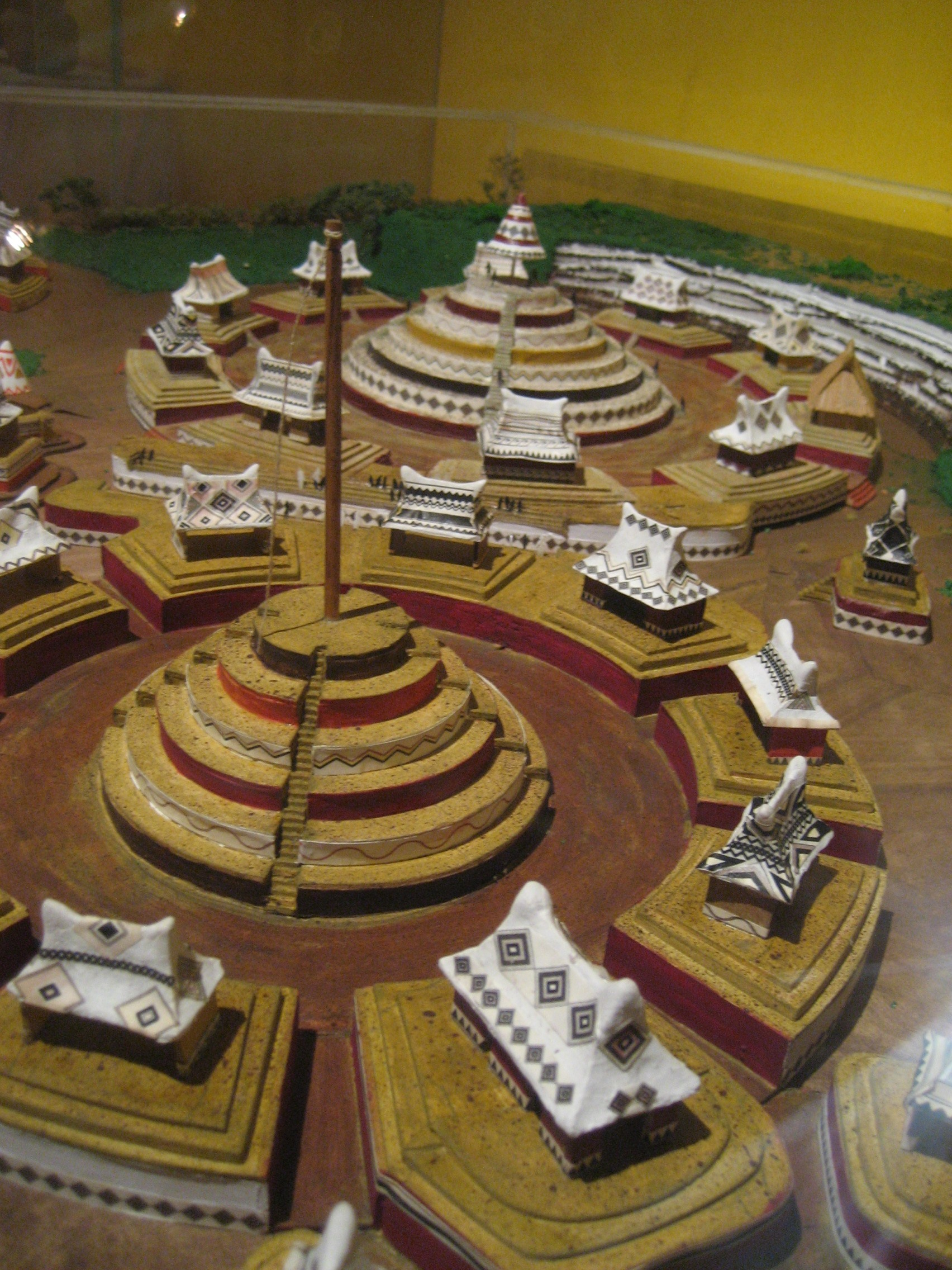
Реконструкція «кола 2» (на передньому плані) і «кола 1» в Гуачімонтонес
Фото з дозволу Chris Wass

Теучитланська традиція — доколумбове суспільство, яке існувало на території сучасних мексиканських штатів Наярит і Халіско. Назва походить від міста Теучитлан у штаті Халіско.

## Походження
Теучитланська традиція є подальшим розвитком традицій шахтових могил у західній Мексиці, проте замість відносно невеликих центрів з'являються великі, такі, як Гуачимонтонес. Хоча найраніші пам'ятки архітектури теучитланської традиції сягають 300 р. н. е., виникнення культури датується століттям раніше, близько 200 р. н. е., або формаційним періодом месоамериканської хронології. Теучитланська традиція різко і несподівано зникає в кінці класичної епохи, близько 900 р. н. е.

## Архітектура
Характерними рисами теучитланської традиції є круглі площі зі спорудами, розташованими у вигляді концентричних кіл, і конічні ступінчасті піраміди. Як вважає археолог Філ Вейганд (Phil Weigand), що ці незвичайні споруди «унікальні для месоамериканської архітектури і не існують ніде більше в світі». Споруда, що віддалено нагадує круглу піраміду, є в Сейбалі, археологічній пам'ятці культури мая.

## Суспільний лад
Ряд характеристик свідчать про існування ієрархічного суспільства. Мабуть, доступ на круглі площі, які грали культову роль, дозволявся тільки еліті. З іншого боку, напівзахищені селища, виявлені на кордонах Теучитланської культури, говорять про можливу політичну роздробленість даного суспільства.

## Зникнення
Початок посткласичної ери в Західній Мексиці, як і в інших місцях Месоамерики, характеризується різкими змінами. Близько 900 р. н. е. круглі піраміди, площі і концентричні групи витісняються більш примітивною прямокутною архітектурою, що означає «повний і остаточний крах» теучитланської традиції, можливо, під напором зростаючої держави тарасків.